# ПБС-4

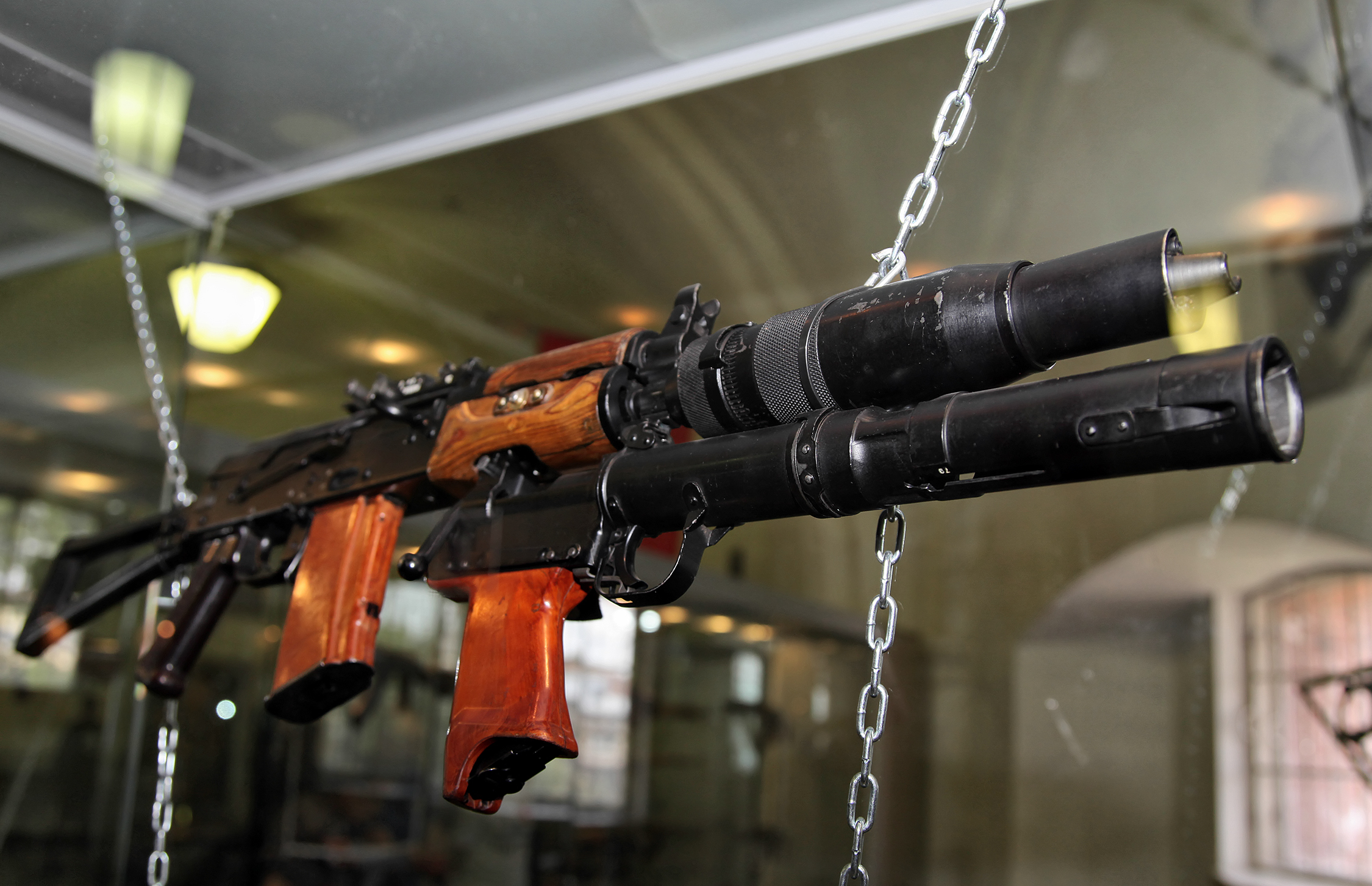
ПБС-4 в составе комплекса 6С1 «Канарейка». Экспозиция ВИМАИВиВС

ПБС-4 (рус. Прибор Бесшумной Стрельбы) — советский надульный многокамерный глушитель расширительного типа, разработанный под патрон 5,45х39 мм в НИИ-61 (ЦНИИточмаш, г. Климовск) для использования в составе стрелково-гранатомётного комплекса «Канарейка». Являлся развитием конструкции глушителя ПБС-3, основным отличием от которого была возможность ведения непрерывного огня в автоматическом режиме. 

## Тактико-технические характеристики
ПБС-4 позволяет вести действительный прицельный огонь из АКСБ-74У на дальностях до 400 м.
Тактико-технические характеристики автомата АКСБ-74У с глушителем ПБС-4:
| Параметр                                  | Значение           |
| ----------------------------------------- | ------------------ |
| Длина оружия с установленным прибором, мм | 630/860            |
| Масса оружия с прибором без патронов, кг  | 3,420              |
| Длина прибора, мм                         | 220                |
| Масса прибора, кг                         | 0,610              |
| Ёмкость магазина                          | 20 или 30 патронов |